# Oskar Rauter
Friedrich Oskar Rauter (* 16. März 1840 in Gumbinnen, Preußen; † 11. Juni 1913 in Köln-Neustadt-Nord, Deutsches Kaiserreich) war ein deutscher Unternehmer und langjähriger Direktor der Rheinischen Glashütten-Actien-Gesellschaft in Köln-Ehrenfeld.

## Leben

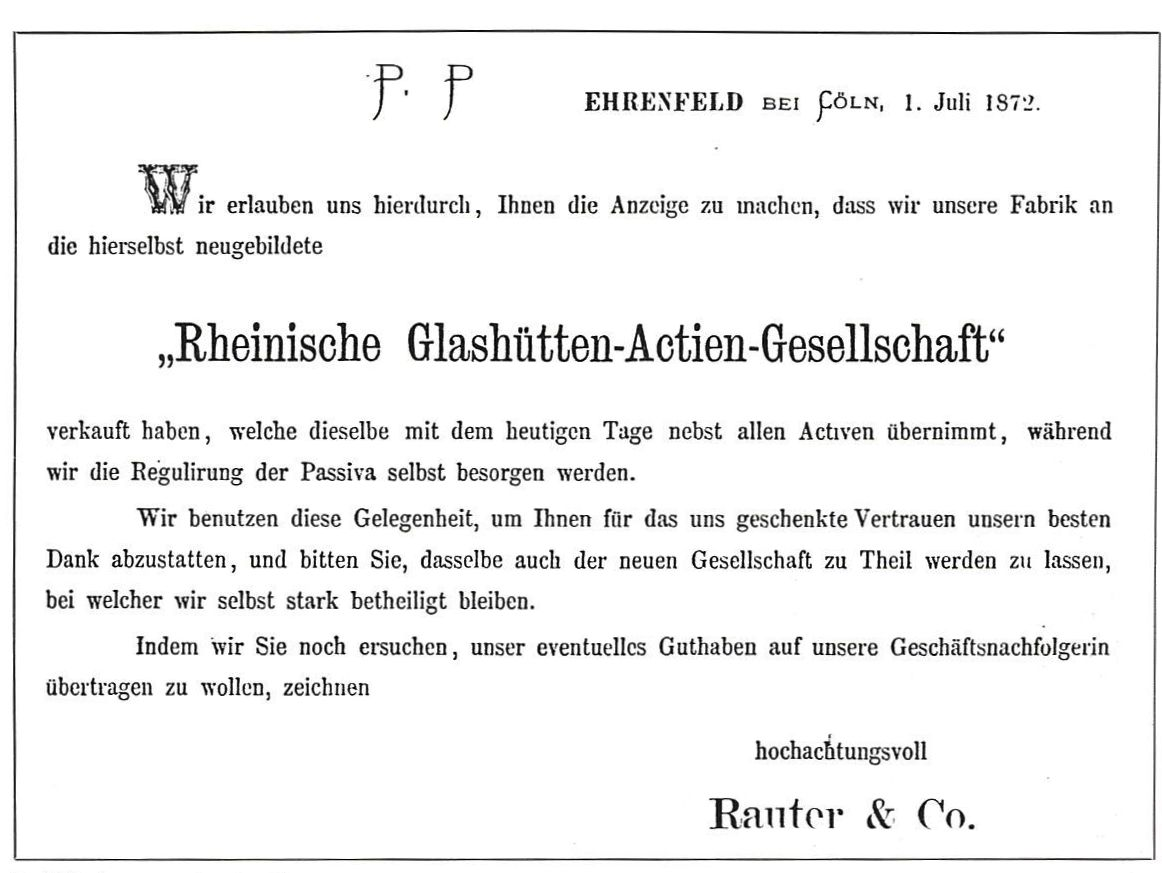
Gründungsanzeige der Rheinischen Glashütten AG

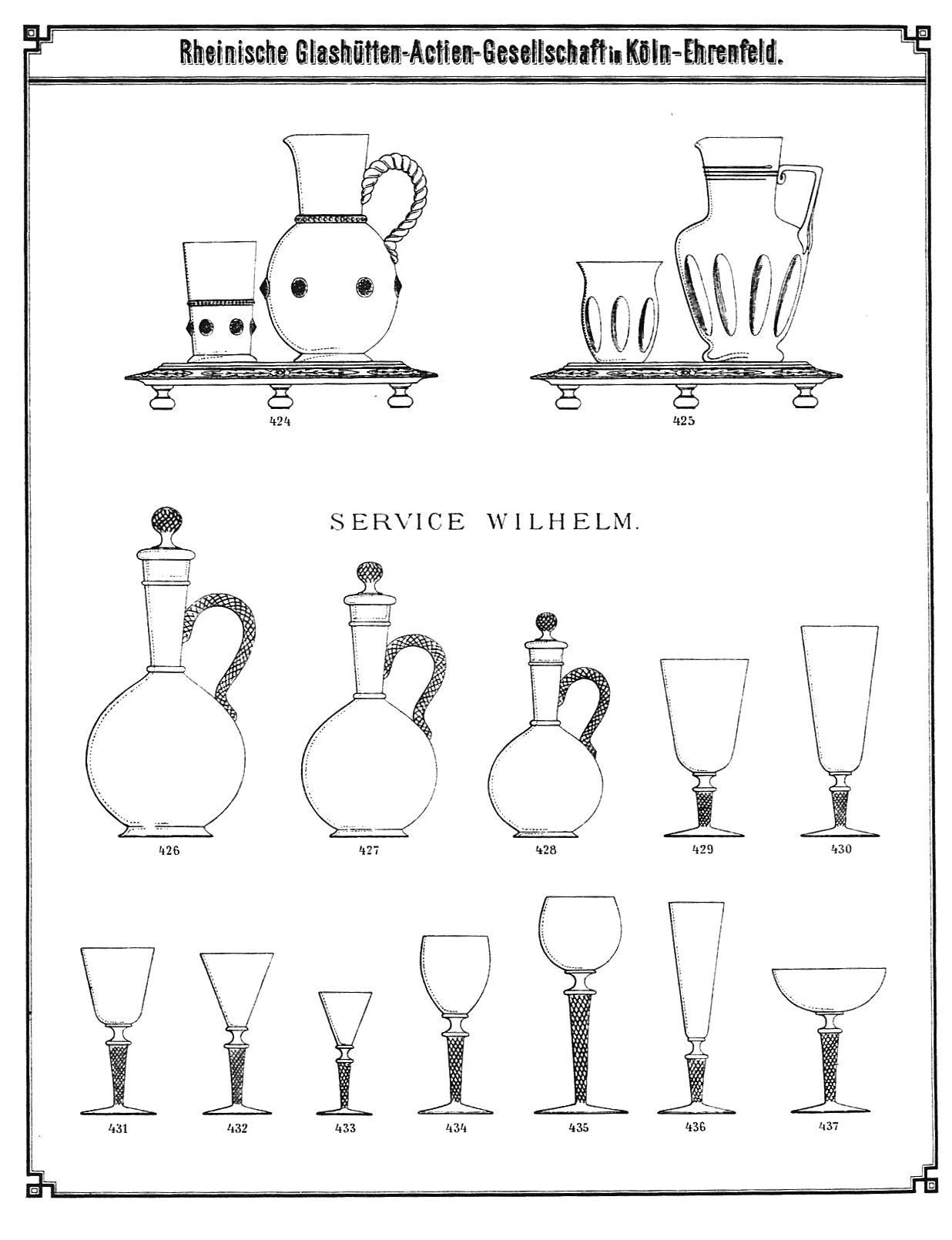
Musterblatt Glasserie "Wilhelm" 1886

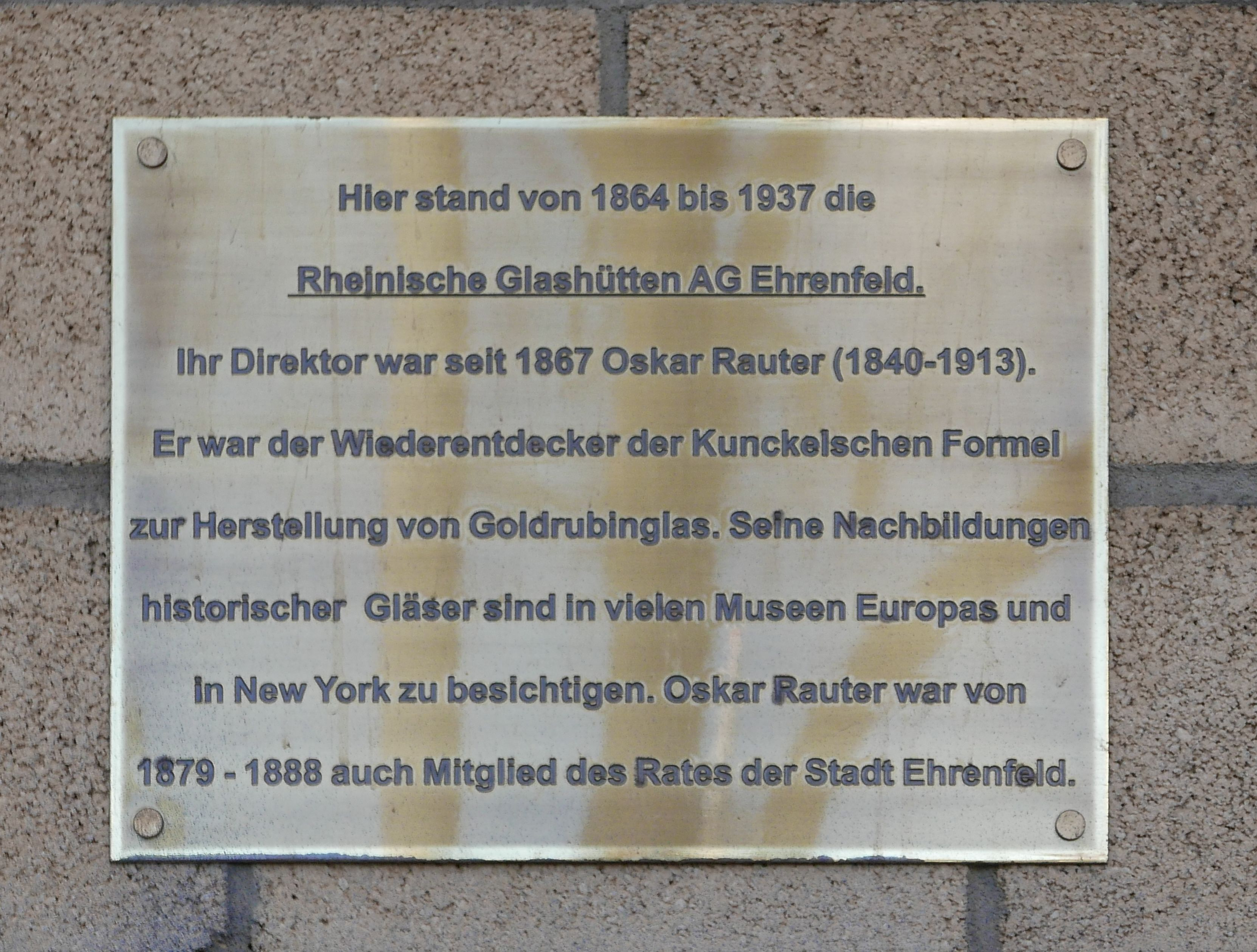
Gedenktafel für Oskar Rauter am Ehrenfeldgürtel

Der Protestant Friedrich Oskar Rauter war der Sohn des späteren Regierungsbaurats Friedrich Gustav Rauter und dessen Ehefrau Berta Rauter geb. Grohnert. Seine Eltern lebten zuletzt in Breslau. Nach seiner kaufmännischen Ausbildung arbeitete Rauter zunächst in Elberfeld. Am 1. Juni 1867 trat Oskar Rauter mit einem Kapital von 8000 Talern in die Glasfabrik Julius von Holleben & Co in Ehrenfeld ein. Drei Jahre später übernahm er die kaufmännische Leitung der Firma. Während des Deutsch-Französischen Krieges wurde von Holleben zum Militärdienst einberufen und Rauter übernahm die alleinige technische Leitung der nunmehrigen Firma Rauter & Co. Am 1. Juli 1872 wurde das Unternehmen in die Rheinische Glashütten-Actien-Gesellschaft in Ehrenfeld bei Cöln mit einem Startkapital von 250.000 Talern umgewandelt. Rauter übernahm die technische und kaufmännische Leitung und zeichnete auch weitgehend für die Produktentwürfe der Glashütte verantwortlich.
In den ersten Jahren stellte die Firma vorwiegend Industrieglas und Pressglas her. Die wirtschaftliche Blüte der Gründerzeit wurde bereits 1873 durch den Gründerkrach beendet. Rauter investierte trotz wirtschaftlicher Schwierigkeiten in neue Produktionsanlagen und experimentierte mit neuen Glasherstellungsverfahren. 1879 gründete der eine „Abtheilung für Kunsterzeugnisse“. Um geeignete Modelle für seine gehobene Produktionslinie zu entwerfen, besuchte Rauter zahlreiche Kunstgewerbemuseen in Europa und hielt seine Eindrücke in Skizzenbüchern fest. Neben Repliken von römischen, venezianischen und altdeutschen Gläsern aus Museen interpretierte er auch diese Themen neu und fertigte ganze Gläserserien an. Rauter war bestrebt, dem bürgerlichen Haushalt einheitliche Glasserien zu entwerfen. So wurden beispielsweise auch Champagnergläser im römischen Stil entworfen, die im Original nicht vorhanden waren. Oskar Rauter legte größten Wert auf die Qualität der Trinkgläser, die in der Abteilung für Kunsterzeugnisse hergestellt wurden. Die Gläser wurden in Kristall- oder Bleiglas ausgeführt, besaßen keine oder nur sehr sparsame Schnittdekor-Verzierungen. Die für diese Zeit sehr populäre Emailebemalung finden sich an den Ehrenfelder Gläsern Rauters nur sehr untergeordnet. Charakteristisches Merkmal der Ehrenfelder Glasproduktion war die Verwendung von grünen Glas in verschiedenen Nuancen: antikgrün, moosgrün, apfelgrün, gelbgrün, olivengrün, meergrün, ab 1886 auch tannengrün und blaugrün.
Im Jahr 1881 und 1886 mit Nachträgen von 1888 und 1893 erschienen die Preis-Courants der „Abtheilung für Kunstgläser“, die die Entwürfe von Rauters zeigen. Zu den Kunden der Glashütte zählte das auch deutsche Kaiserhaus. Zur Hochzeit des Prinzen Wilhelm II. ließen die deutschen Städte in der Ehrenfelder Glashütte eine Kristallglasgarnitur als Hochzeitsgeschenk anfertigen.
Oskar Rauter gelang es in den 1880er Jahren ein neues Verfahren zur Herstellung von durchgefärbten Goldrubinglas zu entwickeln, was auf der Kunstgewerbeausstellung in München 1888 große Aufmerksamkeit erregte. Neben der Ehrenfelder Glashütte war lediglich die Josephinenhütte in Schreiberhau im Deutschen Reich in der Lage, Hohlgläser aus Goldrubinglas herzustellen. Im Jahr 1898 übergab Rauter die Leitung der Rheinischen Glashütte AG an seinen Nachfolger Eduard von Kraliks, der die Produktpalette völlig neu ausrichtete. Im Jahr 1905 schied Rauter endgültig aus der Firma aus.
Im Jahr 1888 wurde Rauter, unter anderem zusammen mit Albert von Oppenheim, Hermann Otto Pflaume, Alexander Schnütgen, Arthur Pabst, Jakob Pallenberg, Friedrich Romberg und Gabriel Hermeling berufen, im neu gegründeten Kölnischen Kunstgewerbe-Verein den ersten Vorstand zu bestimmen. Auf Initiative Rauters zeigt das am 16. Juli 1888 gegründete Kunstgewerbemuseum bereits zwei Monate nach Eröffnung eine Werkschau der Erzeugnisse der Rheinischen Glashütte Ehrenfeld.
Neben seiner Tätigkeit als Direktor der Glashütte war Oskar Rauter von 1879 bis 1888 Mitglied des Rates der Stadt Ehrenfeld.
Als Pensionär lebte er zuletzt in der Kölner Neustadt, wo er im Juni 1913 im Haus Bismarckstraße 22 starb. Er war verheiratet mit Laura Rauter geb. Bertel. Beerdigt wurde er auf dem Kölner Melaten-Friedhof. Die Grabstätte existiert nicht mehr.
Im Mai 2014 wurde am Standort der ehemaligen Glashütte eine Gedenktafel angebracht, die auch an den ehemaligen Direktor der Glashütte, Oskar Rauter, erinnert.